# Ligota (Żywocice)
Ligota – przysiółek wsi Żywocice w Polsce, położony w województwie opolskim, w powiecie krapkowickim, w gminie Krapkowice.
W latach 1975–1998 przysiółek administracyjnie należał do ówczesnego województwa opolskiego.

## Religia
Przysiółek należy do parafii rzymskokatolickiej w Żywocicach.